# الاکانتی
الاکانتی (به اسپانیایی: Alacantí) یک سکونتگاه مسکونی در اسپانیا است که در استان آلیکانته واقع شده‌است.

## خصوصیات
الاکانتی ۶۳۷٫۵۷ کیلومترمربع مساحت و ۴۵۵٬۲۹۲ نفر جمعیت دارد.